# Leiser Berge
Leiser Berge (513.1**) – mikroregion w łańcuchu Karpat Austriacko-Morawskich w Zewnętrznych Karpatach Zachodnich. Leży na terytorium Austrii (kraj związkowy Dolna Austria). 
Leiser Berge to drugie w kolejności (licząc od południa), a przy tym najwyższe pasmo wzgórz składających się na pasmo Dolnoaustriackich Gór Wyspowych. Wzgórza są zbudowane z ostańców z wapienia jurajskiego i otoczone przez równiny północnej części Pogórza Weinviertel w Dolnej Austrii. Najwyższe wzniesienia: Buschberg (491 m n.p.m.), Oberleiserberg (457 m n.p.m.), Steinberg (452 m n.p.m.). 
Na szczycie Oberleiserberg znajdują się wieża widokowa (23 m), pozostałości celtyckiego oppidum kultury późnolateńskiej z I-II wieku p.n.e., inne zabytki późnostarożytne i średniowieczne. 
Od 1970 istnieje obszar chronionego krajobrazu – Naturpark Leiser Berge.